# Pappenheimer (rapier)
Pappenheimer - odmiana rapieru.

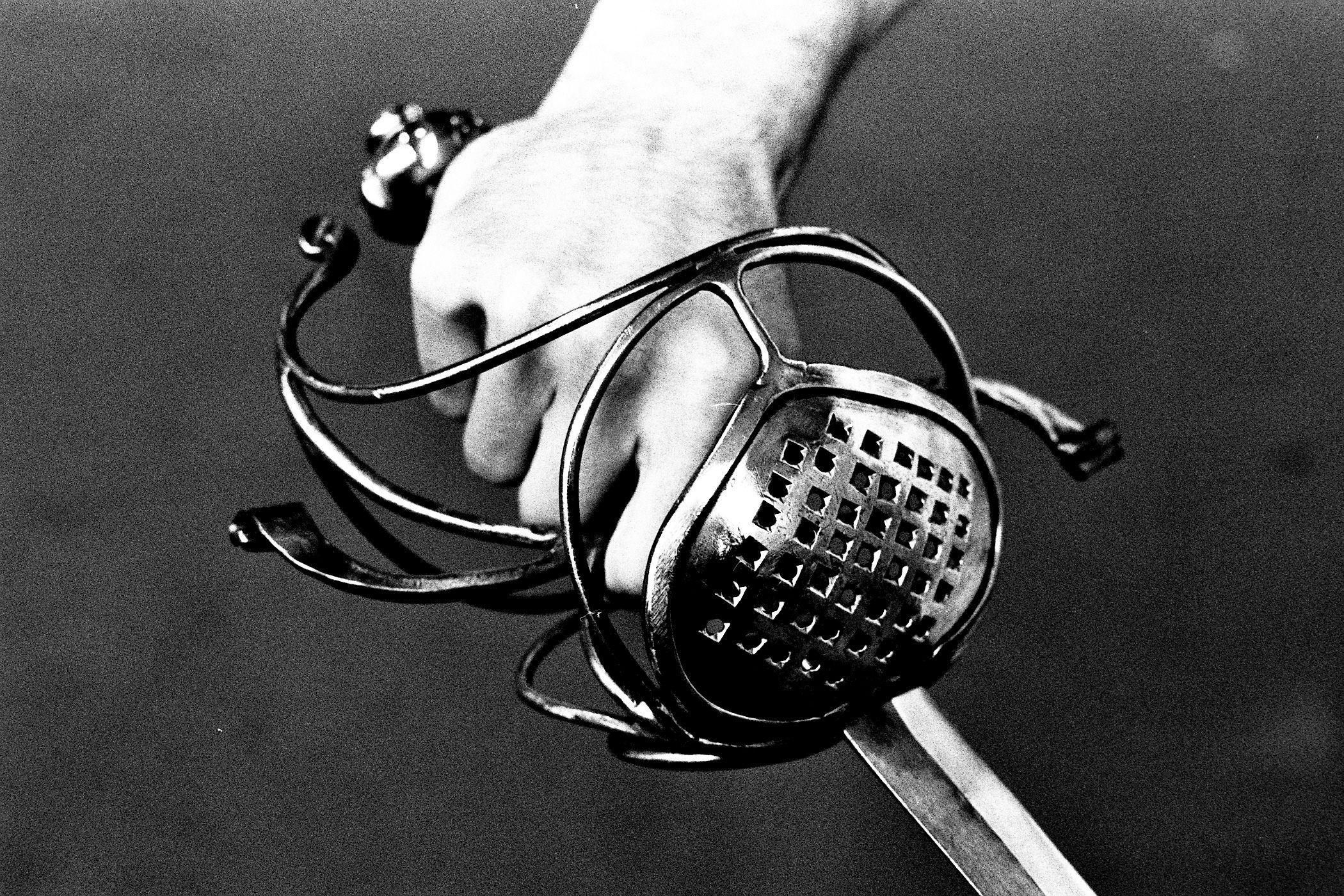
Charakterystyczna rękojeść rapieru pappenheimer

Zachodnioeuropejska odmiana rapieru o stalowym jelcu krzyżowo-kabłąkowo-koszowym posiadała krzyż wykonany z czworogrannego pręta, esowato wygiętego i rozklepanego na końcach w kształt stożków. Była to broń bardzo popularna po obu walczących stronach wojny trzydziestoletniej zwłaszcza w Niemczech i Holandii. Niektórzy bronioznawcy określają go mianem rapier flamandzki. Używał go między innymi król Szwecji Gustaw II Adolf w bitwie pod Lützen, w której poległ.
Nazwa wzięła się od nazwiska wybitnego dowódcy wojsk cesarskich marszałka Gottfrieda Pappenheima. 